# Leiding 2
Leiding 2 is een afwateringskanaal in de Nederlandse provincie Drenthe.
Leiding 2 is een afwateringskanaal dat samen met Leiding 3 zorgt voor de afwatering in het gebied van de benedenloop van de Hunze. Het kanaal loopt vanaf Leiding 3 ten zuiden van de Duunsche Landen ruim 8 kilometer in noordwestelijke richting. Het kanaal loopt tussen de Hondsrug en de Hunze. Het kanaal mondt uit in het Havenkanaal nabij de Groeve, dat samen met de Hunze in verbinding staat met het Zuidlaardermeer.